# Список эпизодов телесериала «Во все тяжкие»
«Во все тяжкие» — американский телевизионный драматический сериал, созданный Винсом Гиллиганом, премьера которого состоялась в 2008 году на телеканале AMC. История рассказывает об Уолтере Уайте (Брайан Крэнстон), 50-летнем учителе химии в средней школе из Альбукерке, штат Нью-Мексико. После того, как Уайту диагностировали неизлечимый рак лёгких, он использует свои знания в области химии, чтобы изготавливать кристаллический метамфетамин, которому помогает его бывший ученик Джесси Пинкман (Аарон Пол), чтобы обеспечить будущее своей семьи перед своей смертью.
За пять сезонов сериала «Во все тяжкие» в эфир вышло 62 серии. Пилотный эпизод впервые вышел в эфир 20 января 2008 года, а финал сериала вышел в эфир 29 сентября 2013 года.
Во все тяжкие: мини-эпизоды, состоявшие из нескольких клипов длительностью от одной до пяти минут, в течение всего сериала выпустили 17 коротких эпизодов.

11 октября 2019 года Netflix выпустили «Эль Камино: Во все тяжкие. Фильм», продолжение основного сериала.

## Обзор сезонов
| Сезон | Сезон | Эпизоды | Эпизоды | Оригинальная дата показа | Оригинальная дата показа | Оригинальная дата показа |
| Сезон | Сезон | Эпизоды | Эпизоды | Премьера сезона          | Финал сезона             | Сеть                     |
| ----- | ----- | ------- | ------- | ------------------------ | ------------------------ | ------------------------ |
|       | 1     | 7       | 7       | 20 января 2008           | 9 марта 2008             | AMC                      |
|       | 2     | 13      | 13      | 8 марта 2009             | 31 мая 2009              | AMC                      |
|       | 3     | 13      | 13      | 21 марта 2010            | 13 июня 2010             | AMC                      |
|       | 4     | 13      | 13      | 17 июля 2011             | 9 октября 2011           | AMC                      |
|       | 5     | 16      | 8       | 15 июля 2012             | 2 сентября 2012          | AMC                      |
|       | 5     | 16      | 8       | 11 августа 2013          | 29 сентября 2013         | AMC                      |
|       | Фильм | Фильм   | Фильм   | 11 октября 2019          | 11 октября 2019          | Netflix                  |

## Список серий

### Сезон 1 (2008)
| № общий | № в сезоне | Название                                             | Режиссёр       | Автор сценария | Дата премьеры   | Зрители в США (млн) |
| ------- | ---------- | ---------------------------------------------------- | -------------- | -------------- | --------------- | ------------------- |
| 1       | 1          | «Пилот» «Pilot»                                      | Винс Гиллиган  | Винс Гиллиган  | 20 января 2008  | 1,41                |
| 2       | 2          | «Кот в мешке…» «Cat's in the Bag…»                   | Адам Бернштейн | Винс Гиллиган  | 27 января 2008  | 1,49                |
| 3       | 3          | «…И мешок в реке» «…And the Bag's in the River»      | Адам Бернштейн | Винс Гиллиган  | 10 февраля 2008 | 1,08                |
| 4       | 4          | «Раковый больной» «Cancer Man»                       | Джим Маккей    | Винс Гиллиган  | 17 февраля 2008 | 1,09                |
| 5       | 5          | «Серое вещество» «Gray Matter»                       | Триша Брок     | Пэтти Лин      | 24 февраля 2008 | 0,97                |
| 6       | 6          | «Пригоршня ничего» «Crazy Handful of Nothin’»        | Бронуэн Хьюз   | Джордж Мастрас | 2 марта 2008    | 1,07                |
| 7       | 7          | «Бизнес „по-взрослому“» «A No-Rough-Stuff-Type Deal» | Тим Хантер     | Питер Гулд     | 9 марта 2008    | 1,50                |

### Сезон 2 (2009)
| № общий | № в сезоне | Название                                     | Режиссёр               | Автор сценария              | Дата премьеры  | Зрители в США (млн) |
| ------- | ---------- | -------------------------------------------- | ---------------------- | --------------------------- | -------------- | ------------------- |
| 8       | 1          | «Семьсот тридцать семь» «Seven Thirty-Seven» | Брайан Крэнстон        | Дж. Робертс                 | 8 марта 2009   | 1,66                |
| 9       | 2          | «Попандос» «Grilled»                         | Чарльз Хейд            | Джордж Мастрас              | 15 марта 2009  | 1,60                |
| 10      | 3          | «Укус мёртвой пчелы» «Bit by a Dead Bee»     | Терри Макдоно          | Питер Гулд                  | 22 марта 2009  | 1,13                |
| 11      | 4          | «На дне» «Down»                              | Джон Дал               | Сэм Кэтлин                  | 29 марта 2009  | 1,29                |
| 12      | 5          | «Бой товара» «Breakage»                      | Йохан Ренк             | Мойра Уолли-Бекетт          | 5 апреля 2009  | 1,21                |
| 13      | 6          | «Игра в прятки» «Peekaboo»                   | Питер Медак            | Дж. Робертс и Винс Гиллиган | 12 апреля 2009 | 1,41                |
| 14      | 7          | «Чёрный и голубой» «Negro y Azul»            | Феликс Энрикес Алькала | Джон Шибан                  | 19 апреля 2009 | N/A                 |
| 15      | 8          | «Лучше звоните Солу» «Better Call Saul»      | Терри Макдоно          | Питер Гулд                  | 26 апреля 2009 | 1,04                |
| 16      | 9          | «Четыре дня отсутствия» «4 Days Out»         | Мишель Макларен        | Сэм Кэтлин                  | 3 мая 2009     | N/A                 |
| 17      | 10         | «Конец бизнеса» «Over»                       | Фил Абрахам            | Мойра Уолли-Бекетт          | 10 мая 2009    | N/A                 |
| 18      | 11         | «Мандала» «Mandala»                          | Адам Бернштейн         | Джордж Мастрас              | 17 мая 2009    | N/A                 |
| 19      | 12         | «Феникс» «Phoenix»                           | Колин Бакси            | Джон Шибан                  | 24 мая 2009    | N/A                 |
| 20      | 13         | «Альбукерке» «ABQ»                           | Адам Бернштейн         | Винс Гиллиган               | 31 мая 2009    | 1,50                |

### Сезон 3 (2010)
| № общий | № в сезоне | Название                                | Режиссёр        | Автор сценария                  | Дата премьеры  | Зрители в США (млн) |
| ------- | ---------- | --------------------------------------- | --------------- | ------------------------------- | -------------- | ------------------- |
| 21      | 1          | «Хватит!» «No Más»                      | Брайан Крэнстон | Винс Гиллиган                   | 21 марта 2010  | 1,95                |
| 22      | 2          | «Безымянный конь» «Caballo sin Nombre»  | Адам Бернштейн  | Питер Гулд                      | 28 марта 2010  | 1,55                |
| 23      | 3          | «Я.П.Т. (Я переспала с Тедом)» «I.F.T.» | Мишель Макларен | Джордж Мастрас                  | 4 апреля 2010  | 1,33                |
| 24      | 4          | «Зелёный свет» «Green Light»            | Скотт Уинант    | Сэм Кэтлин                      | 11 апреля 2010 | 1,46                |
| 25      | 5          | «Ещё» «Más»                             | Йохан Ренк      | Мойра Уолли-Бекетт              | 18 апреля 2010 | 1,61                |
| 26      | 6          | «Закат» «Sunset»                        | Джон Шибан      | Джон Шибан                      | 25 апреля 2010 | 1,64                |
| 27      | 7          | «Одна минута» «One Minute»              | Мишель Макларен | Томас Шнауц                     | 2 мая 2010     | 1,52                |
| 28      | 8          | «Я вижу тебя» «I See You»               | Колин Бакси     | Дженнифер Хатчисон              | 9 мая 2010     | 1,78                |
| 29      | 9          | «По-кафкиански» «Kafkaesque»            | Майкл Словис    | Питер Гулд и Джордж Мастрас     | 16 мая 2010    | 1,61                |
| 30      | 10         | «Муха» «Fly»                            | Райан Джонсон   | Сэм Кэтлин и Мойра Уолли-Бекетт | 23 мая 2010    | 1,20                |
| 31      | 11         | «Эбикью» «Abiquiu»                      | Мишель Макларен | Джон Шибан и Томас Шнауц        | 30 мая 2010    | 1,32                |
| 32      | 12         | «Полумеры» «Half Measures»              | Адам Бернштейн  | Сэм Кэтлин и Питер Гулд         | 6 июня 2010    | 1,19                |
| 33      | 13         | «Полная мера» «Full Measure»            | Винс Гиллиган   | Винс Гиллиган                   | 13 июня 2010   | 1,56                |

### Сезон 4 (2011)
| № общий | № в сезоне | Название                                         | Режиссёр        | Автор сценария                   | Дата премьеры    | Зрители в США (млн) |
| ------- | ---------- | ------------------------------------------------ | --------------- | -------------------------------- | ---------------- | ------------------- |
| 34      | 1          | «Канцелярский нож» «Box Cutter»                  | Адам Бернштейн  | Винс Гиллиган                    | 17 июля 2011     | 2,58                |
| 35      | 2          | «Тридцать восьмой, курносый» «Thirty-Eight Snub» | Мишель Макларен | Джордж Мастрас                   | 24 июля 2011     | 1,97                |
| 36      | 3          | «Открытый дом» «Open House»                      | Дэвид Слэйд     | Сэм Кэтлин                       | 31 июля 2011     | 1,71                |
| 37      | 4          | «Пулевые отверстия» «Bullet Points»              | Колин Бакси     | Мойра Уолли-Бекетт               | 7 августа 2011   | 1,83                |
| 38      | 5          | «Дробовик» «Shotgun»                             | Мишель Макларен | Томас Шнауц                      | 14 августа 2011  | 1,75                |
| 39      | 6          | «Загнанный в угол» «Cornered»                    | Майкл Словис    | Дженнифер Хатчисон               | 21 августа 2011  | 1,67                |
| 40      | 7          | «Проблемный пёс» «Problem Dog»                   | Питер Гулд      | Питер Гулд                       | 28 августа 2011  | 1,91                |
| 41      | 8          | «Братья» «Hermanos»                              | Йохан Ренк      | Сэм Кэтлин и Джордж Мастрас      | 4 сентября 2011  | 1,98                |
| 42      | 9          | «Жучок» «Bug»                                    | Терри Макдоно   | Мойра Уолли-Бекетт и Томас Шнауц | 11 сентября 2011 | 1,89                |
| 43      | 10         | «Здоровье» «Salud»                               | Мишель Макларен | Дженнифер Хатчисон и Питер Гулд  | 18 сентября 2011 | 1,80                |
| 44      | 11         | «Фальшпол» «Crawl Space»                         | Скотт Уинант    | Сэм Кэтлин и Джордж Мастрас      | 25 сентября 2011 | 1,55                |
| 45      | 12         | «Конец света» «End Times»                        | Винс Гиллиган   | Томас Шнауц и Мойра Уолли-Бекетт | 2 октября 2011   | 1,73                |
| 46      | 13         | «Без лица» «Face Off»                            | Винс Гиллиган   | Винс Гиллиган                    | 9 октября 2011   | 1,90                |

### Сезон 5 (2012—2013)
| № в сериале | № в сезоне | Название                                     | Режиссёр        | Автор сценария      | Дата премьеры    | Зрители в США (млн) |
| Часть 1     |            |                                              |                 |                     |                  |                     |
| ----------- | ---------- | -------------------------------------------- | --------------- | ------------------- | ---------------- | ------------------- |
| 47          | 1          | «Живи свободным или умри» «Live Free or Die» | Майкл Словис    | Винс Гиллиган       | 15 июля 2012     | 2,93                |
| 48          | 2          | «Мадригал» «Madrigal»                        | Мишель Макларен | Винс Гиллиган       | 22 июля 2012     | 2,29                |
| 49          | 3          | «Опасные условия» «Hazard Pay»               | Адам Бернштейн  | Питер Гулд          | 29 июля 2012     | 2,20                |
| 50          | 4          | «Пятьдесят один» «Fifty-One»                 | Райан Джонсон   | Сэм Кэтлин          | 5 августа 2012   | 2,29                |
| 51          | 5          | «Мёртвый груз» «Dead Freight»                | Джордж Мастрас  | Джордж Мастрас      | 12 августа 2012  | 2,48                |
| 52          | 6          | «Выкуп» «Buyout»                             | Колин Бакси     | Дженнифер Хатчисон  | 19 августа 2012  | 2,81                |
| 53          | 7          | «Произнеси моё имя» «Say My Name»            | Томас Шнауц     | Томас Шнауц         | 26 августа 2012  | 2,98                |
| 54          | 8          | «Летящий над всем» «Gliding Over All»        | Мишель Макларен | Мойра Уолли-Бекетт  | 2 сентября 2012  | 2,78                |
| Часть 2     |            |                                              |                 |                     |                  |                     |
| 55          | 9          | «Кровавые деньги» «Blood Money»              | Брайан Крэнстон | Питер Гулд          | 11 августа 2013  | 5,92                |
| 56          | 10         | «Зарытое» «Buried»                           | Мишель Макларен | Томас Шнауц         | 18 августа 2013  | 4,77                |
| 57          | 11         | «Признания» «Confessions»                    | Майкл Словис    | Дженнифер Хатчинсон | 25 августа 2013  | 4,85                |
| 58          | 12         | «Бешеный пёс» «Rabid Dog»                    | Сэм Кэтлин      | Сэм Кэтлин          | 1 сентября 2013  | 4,41                |
| 59          | 13         | «Тохаджилли» «To'hajiilee»                   | Мишель Макларен | Джордж Мастрас      | 8 сентября 2013  | 5,11                |
| 60          | 14         | «Озимандия» «Ozymandias»                     | Райан Джонсон   | Мойра Уолли-Бекетт  | 15 сентября 2013 | 6,37                |
| 61          | 15         | «Гранитный штат» «Granite State»             | Питер Гулд      | Питер Гулд          | 22 сентября 2013 | 6,58                |
| 62          | 16         | «Фелина» «Felina»                            | Винс Гиллиган   | Винс Гиллиган       | 29 сентября 2013 | 10,28               |

### Путь: Во все тяжкие. Фильм
| Название                                                       | Режиссёр      | Автор сценария | Дата премьеры                              | Зрители США (млн) |
| -------------------------------------------------------------- | ------------- | -------------- | ------------------------------------------ | ----------------- |
| «Путь: Во все тяжкие. Фильм» «El Camino: A Breaking Bad Movie» | Винс Гиллиган | Винс Гиллиган  | 11 октября 2019 (NF) 16 февраля 2020 (AMC) | TBD               |

## Мини-эпизоды
17 февраля 2009 года компания AMC опубликовала онлайн 5 оригинальных мини-эпизодов перед премьерой второго сезона «Во все тяжкие». В мини-эпизодах снялись Брайан Крэнстон, Аарон Пол, Дин Норрис, Бетси Брандт и Мэтт Джонс.
| № | Название                                        | Режиссёр   | Автор сценария     | Дата премьеры   | Длительность |
| - | ----------------------------------------------- | ---------- | ------------------ | --------------- | ------------ |
| 1 | «Good Cop / Bad Cop» «Хороший коп / плохой коп» | Джон Шибан | Сюзанна Поттс      | 17 февраля 2009 | 2:53         |
| 2 | «Wedding Day» «Свадебный день»                  | Джон Шибан | Кейт Пауэрс        | 17 февраля 2009 | 4:50         |
| 3 | «TwaüghtHammër»                                 | Джон Шибан | Дженнифер Хатчисон | 17 февраля 2009 | 4:13         |
| 4 | «Marie's Confession» «Признание Мари»           | Джон Шибан | Винс Гиллиган      | 17 февраля 2009 | 2:47         |
| 5 | «The Break-In» «Взлом»                          | Джон Шибан | Дженнифер Хатчисон | 17 февраля 2009 | 4:49         |